# Любно (Західнопоморське воєводство)
Любно (пол. Lubno, нім. Lüben) — село в Польщі, у гміні Валч Валецького повіту Західнопоморського воєводства.
Населення — 637 осіб (2011).
У 1975-1998 роках село належало до Пільського воєводства.

## Демографія
Демографічна структура станом на 31 березня 2011 року:
|          | Загалом | Допрацездатний вік | Працездатний вік | Постпрацездатний вік |
| -------- | ------- | ------------------ | ---------------- | -------------------- |
| Чоловіки | 318     | 73                 | 226              | 19                   |
| Жінки    | 319     | 67                 | 198              | 54                   |
| Разом    | 637     | 140                | 424              | 73                   |